# تام تري
تام تري (بالإنجليزية: Tam Tri)‏ هو موسيقي أمريكي، ولد في 22 ديسمبر 1924، وتوفي في 18 سبتمبر 2002.